# 彼得·阿格雷
彼得·阿格雷（英語：Peter Agre，1949年1月30日—），美国医生和分子生物学家。因对细胞膜中的水通道的发现以及对离子通道的研究，与罗德里克·麦金农一起获得了2003年诺贝尔化学奖。阿格雷早年毕业于奥格斯堡学院，后进入约翰·霍普金斯大学并获得医学博士学位。阿格雷现任约翰·霍普金斯大学布隆伯格学院讲席教授及约翰·霍普金斯疟疾研究所（JHMRI）所长。